# Séricorne à sourcils blancs
Sericornis frontalis
Espèce
Statut de conservation UICN

 LC  : Préoccupation mineure
Le Séricorne à sourcils blancs est une espèce d'oiseaux de la famille des Acanthizidae. On rencontre cette espèce dans les zones côtières de l'Australie.